# اورینتال ایر بریج
اورینتال ایر بریج (به انگلیسی: Oriental Air Bridge) یک شرکت هواپیمایی با کد یاتا OC است که در تاریخ ۱۹۶۱ میلادی تأسیس شده است.
دفتر مرکزی اورینتال ایر بریج در اومورا، ناگازاکی، استان ناگاساکی واقع شده‌است و به ۵ مقصد، پرواز مستقیم انجام می‌دهد.

## مقصدهای پروازی

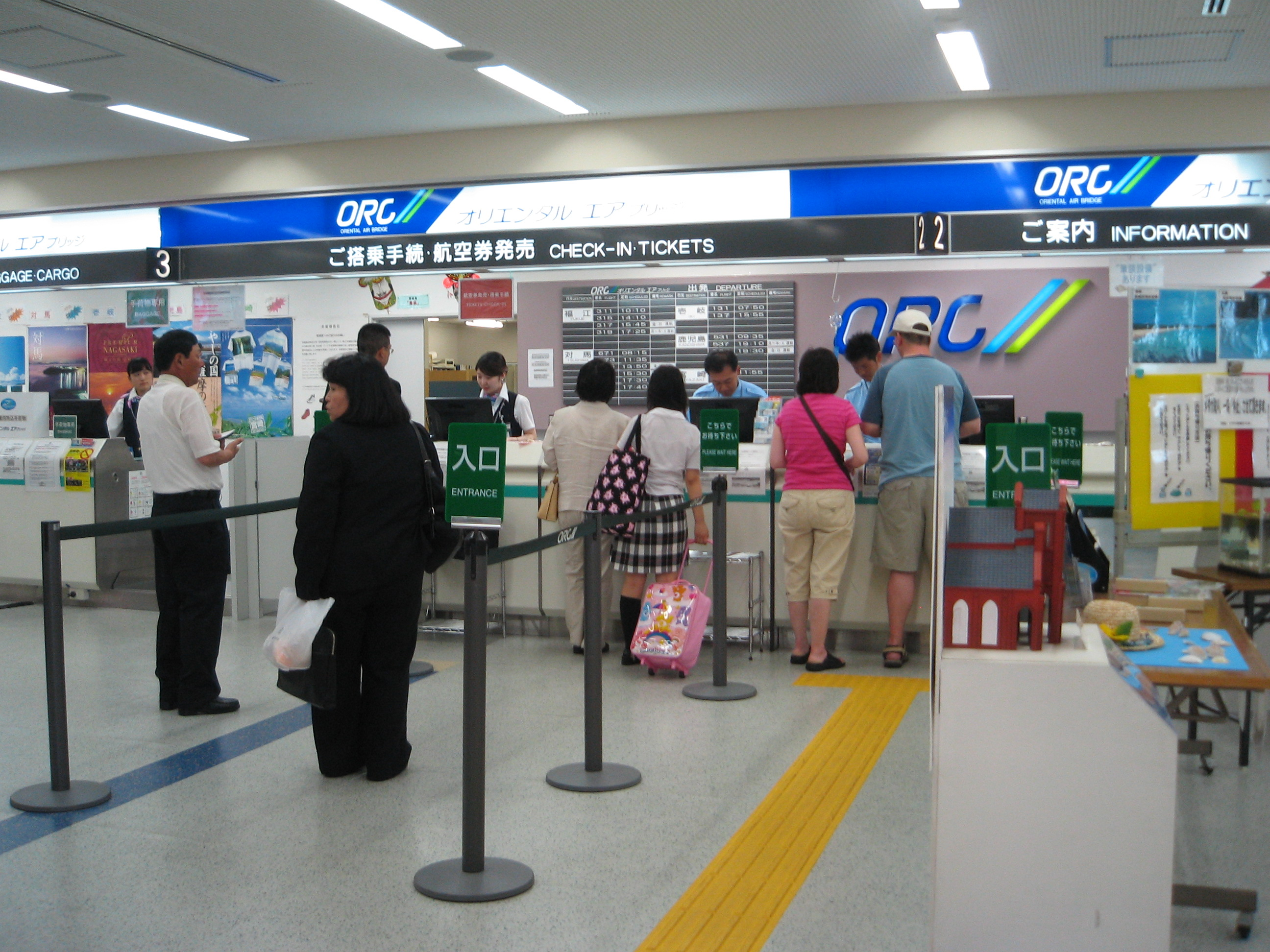
میز پذیرش مسافر اورینتال ایر بریج در فرودگاه ناگازاکی.

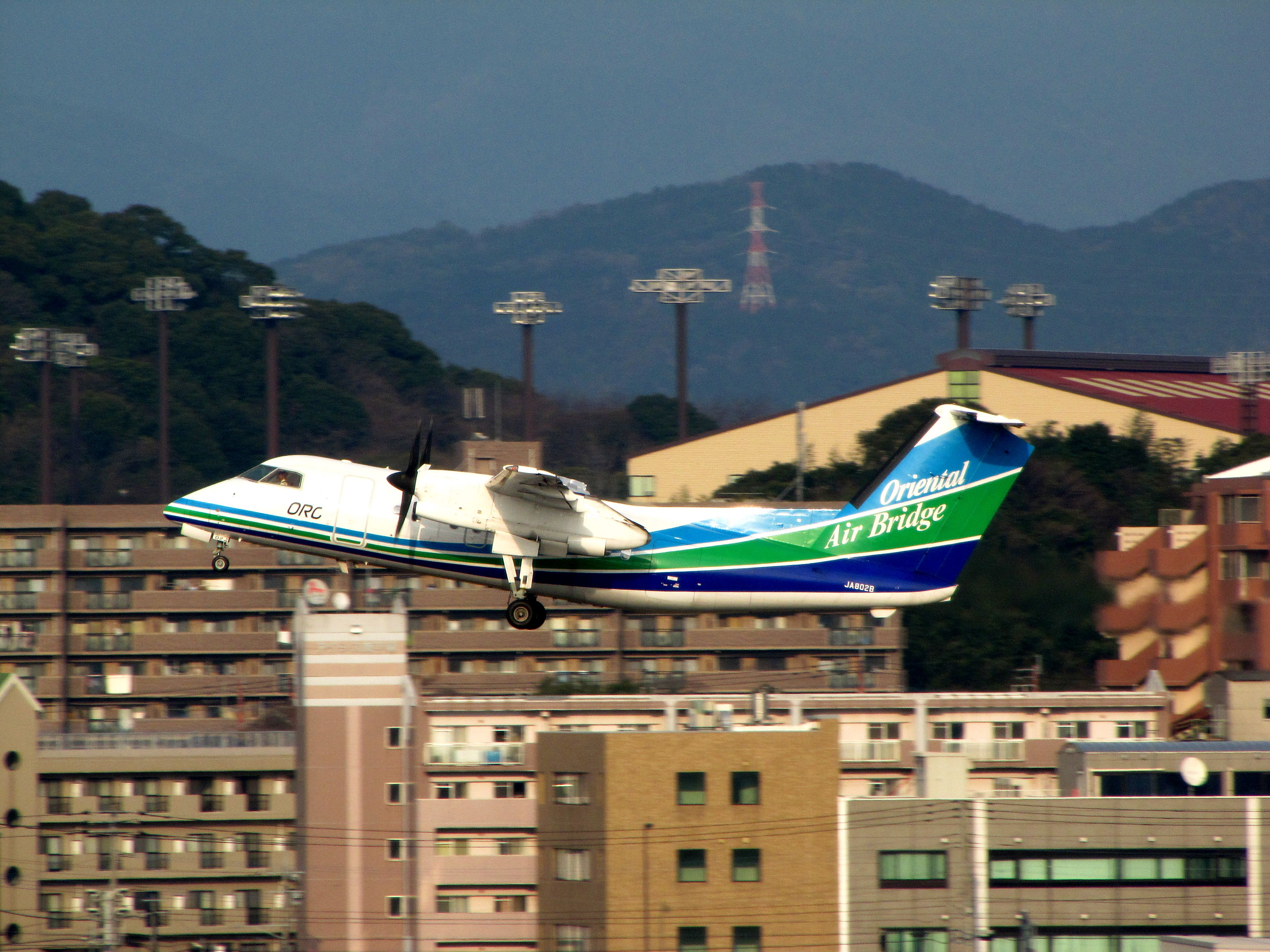
یک فروند Bombardier Dash 8 Q200 اورینتال ایر بریج در حال ترک فرودگاه فوکوئوکا، استان فوکوئوکا، ژاپن. (۲۰۱۲)

مقصدهای پروازی اورینتال ایر بریج به شرح زیر است (مه ۲۰۱۴):
| [Hub] | قطب شرکت هواپیمایی |